# 普賴因貝格山
47°50′15″N 13°02′39″E / 47.837379°N 13.044172°E

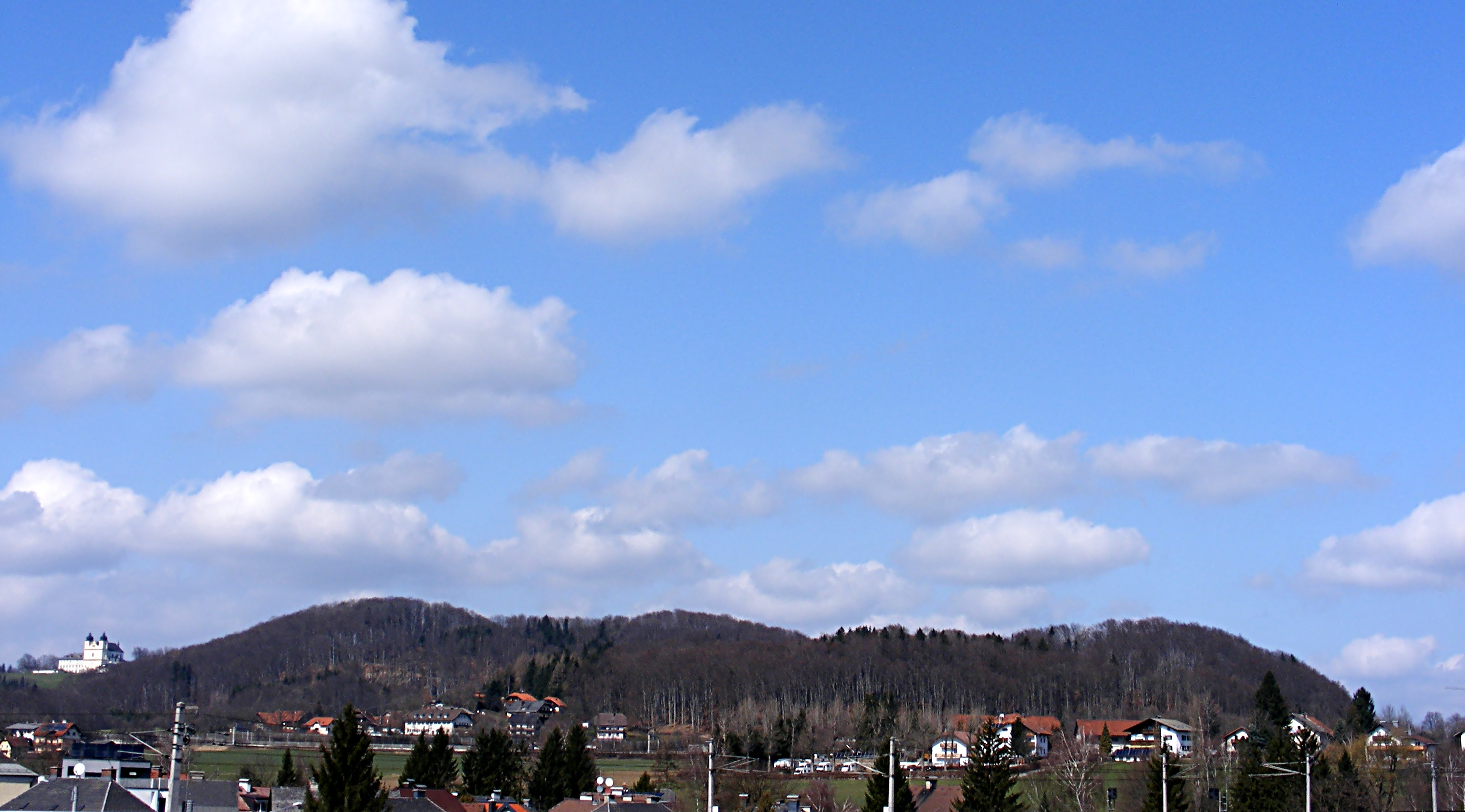

普賴因貝格山（德語：Plainberg），是奧地利的山峰，位於該國中部，由薩爾茨堡州負責管轄，處於首都維也納以西250公里，海拔高度549米，每年平均降雨量1,894毫米。